# Rejectaria
Rejectaria is een geslacht van vlinders van de familie spinneruilen (Erebidae).

## Soorten
- R. albisinuata Smith, 1905
- R. albolineata Bethune-Baker, 1908
- R. amicalis Maassen, 1890
- R. antorides Druce, 1891
- R. anysis Druce, 1891
- R. aratus Druce, 1891
- R. arenacea Schaus, 1913
- Rejectaria atrax Dognin, 1891
- R. carapa Felder, 1874
- R. cocytalis Guenée, 1854
- R. craftsalis Schaus, 1916
- R. cucutalis Schaus, 1916
- R. chisena Schaus, 1906
- R. erebalis Guenée, 1854
- R. flavipunctulata Dognin, 1914
- R. fulvibrunnea Dognin, 1914
- R. glaucophora Hampson
- R. glaucopis Hampson
- R. incola Dognin, 1914
- R. lactiferalis Hampson
- R. lineata Dognin, 1914
- R. lysandria Druce, 1891
- R. lyse Druce, 1891
- R. maera Druce

- Rejectaria magas Druce, 1891
- R. modestalis Schaus, 1912
- R. niciasalis Walker, 1858
- R. nigripunctata Schaus, 1913
- R. nucina Dognin, 1914
- R. pallescens Dognin, 1914
- R. panola Schaus, 1933
- Rejectaria paratrax Goldstein, 2022
- R. parvipunctalis Schaus, 1916
- R. paulosa Schaus, 1906
- R. pharusalis Walker, 1858
- R. prunescens Warren, 1889
- Rejectaria richardashleyi Goldstein, 2022
- Rejectaria ritaashleyae Goldstein, 2022
- R. rosimonalis Walker, 1858
- R. rufifuscalis Hampson, 1924
- Rejectaria splendida Schaus, 1912
- R. theclalis Walker, 1858
- Rejectaria villavicencia Dognin, 1924
- Rejectaria villosa Druce, 1891
- R. zenos Schaus, 1916